# Miguel Cotto
Miguel Ángel Cotto (* 29. Oktober 1980 in Caguas) ist ein puerto-ricanischer Profiboxer, ehemaliger Weltmeister der WBO im Halbweltergewicht, ehemaliger Weltmeister der WBA und WBO im Weltergewicht, ehemaliger Superweltmeister der WBA im Halbmittelgewicht, ehemaliger Weltmeister der WBC im Mittelgewicht und aktueller WBO-Weltmeister im Halbmittelgewicht.

## Amateur
Er gewann 125 von 148 Amateurkämpfen und wurde mehrfach Meister von Puerto Rico in seiner Alters- und Gewichtsklasse. Seine größten Erfolge waren der Gewinn der Goldmedaille bei den Panamerikanischen Meisterschaften 1997 in Kolumbien, der Silbermedaille bei den Junioren-Weltmeisterschaften 1998 in Argentinien und der Goldmedaille bei den Zentralamerika- und Karibikmeisterschaften 2000 in Venezuela. Weitere Erfolge waren der jeweils zweite Platz bei den Panamerikanischen Junioren-Meisterschaften 1998 in Mexiko und der Zentralamerika- und Karibikspiele 1998 in Venezuela, wo er im Finale gegen Mario Kindelán unterlag.
Zudem nahm er 1999 an den Panamerikanischen Spielen in Kanada und ebenfalls 1999 an den Weltmeisterschaften in Houston teil, ohne jedoch die Medaillenränge zu erreichen. Den Abschluss seiner Amateurkarriere bildete seine Teilnahme bei den Olympischen Sommerspielen 2000 in Sydney, wo er jedoch im ersten Kampf gegen Muhammadqodir Abdullayev aus Usbekistan unterlag.

## Profi
Cotto wurde 2001 in den USA im Halbweltergewicht Profi und von Bob Arum unter Vertrag genommen. Er gewann bis Mitte 2008 jeden seiner 32 Kämpfe, davon 26 vorzeitig. Er schlug bereits in seiner Aufbauphase bekannte Namen wie Justin Juuko (WM-Herausforderer der WBA/WBC) und John Brown (4-facher WM-Herausforderer der IBF). Am 1. Februar 2003 gewann er gegen Ex-WBC-Weltmeister César Bazán, die Internationale WBC-Meisterschaft im Halbweltergewicht und schlug im nächsten Kampf Joel Perez, WM-Herausforderer der IBF. Gegen Román Martínez erkämpfte er sich zudem im Juni 2003 die Nordamerika-Meisterschaft der NABO. Siege gegen die starken Gegner Demetrio Ceballos, Carlos Maussa und Victoriano Sosa folgten, ehe er sich im Mai 2004 auch die Zentralamerika-Meisterschaft der WBA gegen Lovemore N’dou erkämpfte.
Am 11. September 2004 boxte er um die vakante WBO-WM gegen den ebenfalls unbesiegten Brasilianer Kelson Pinto (Bilanz: 21-0, 19 K. o.) und gewann durch t.K.o. in der sechsten Runde, nachdem er Pinto bereits dreimal am Boden hatte. Den Titel verteidigte er anschließend vorzeitig gegen Randall Bailey, DeMarcus Corley, Muhammadqodir Abdullayev, Ricardo Torres und Gianluca Branco, sowie nach Punkten gegen Paul Malignaggi.
Anschließend wechselte er ins Weltergewicht und gewann hier am 2. Dezember 2006 durch t.K.o in der fünften Runde gegen Carlos Quintana (23-0, 18 K. o.), die vakante WBA-WM. Den Titel konnte er gegen die absoluten Spitzenboxer Oktay Urkal, Zab Judah, Shane Mosley und Alfonso Gómez verteidigen, wobei er nur mit Mosley über die volle Rundenzahl gehen musste.

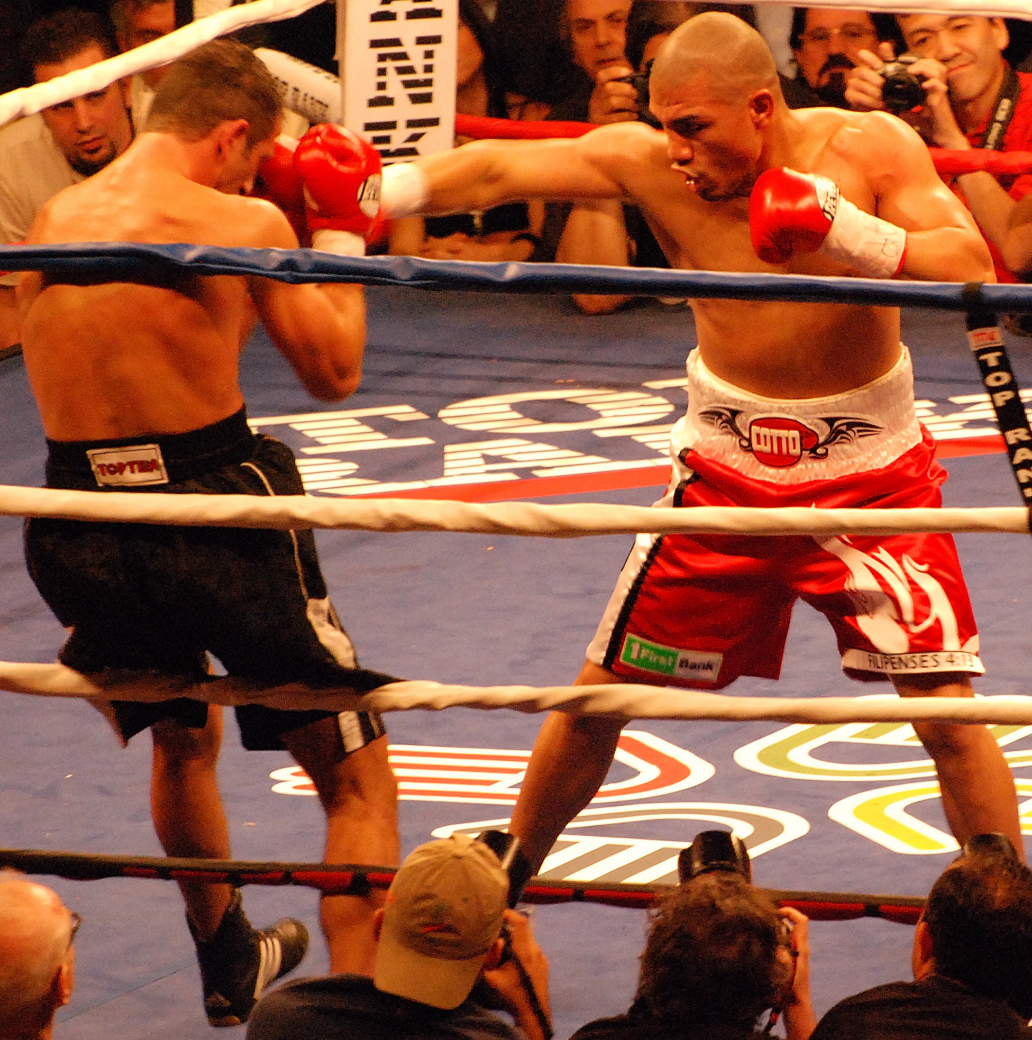
Cotto gegen Oktay Urkal, 2007

Am 26. Juli 2008 trat er zu seiner fünften Titelverteidigung gegen den Mexikaner Antonio Margarito an und verlor überraschend durch technischen K. o. in der elften Runde. Nach zuvor ausgeglichenem Kampf musste er in dieser Runde zwei Niederschläge hinnehmen, woraufhin seine Ecke schließlich das Handtuch warf.
Bereits in seinem nächsten Kampf gewann Cotto am 22. Februar 2009 im New Yorker Madison Square Garden mit einem t.K.o in der fünften Runde gegen den Briten Michael Jennings, den vakanten WBO-Titel im Weltergewicht und verteidigte ihn im Juni 2009 nach Punkten gegen den Ghanaer Joshua Clottey. Am 14. November 2009 verlor er den Titel jedoch chancenlos durch eine t.K.o.-Niederlage in der zwölften Runde an den Philippiner Manny Pacquiao.
Im Halbmittelgewicht weiterboxend, gewann er auch hier einen WM-Titel, als er am 5. Juni 2010 Yuri Foreman beim Kampf um den WBA-Titel durch t.K.o. in der neunten Runde besiegte. Dem folgte die Aufwertung zum Superweltmeister und zwei weitere vorzeitige Siege gegen Ricardo Mayorga und Antonio Margarito.
Am 5. Mai 2012 unterlag er gegen Floyd Mayweather und sieben Monate später auch gegen Austin Trout. Am 7. Juni 2014 boxte er erstmals in seiner Karriere im Mittelgewicht und besiegte beim Kampf um den WBC-Titel überraschend die Nummer 1 dieser Gewichtsklasse, den Argentinier Sergio Martínez durch t.K.o. in der zehnten Runde.
Im Juni 2015 verteidigte er seinen Titel durch t.K.o. in der vierten Runde gegen Daniel Geale (31-3). Am 21. November 2015 boxte er gegen Saúl Álvarez und verlor nach Punkten. Sein WM-Titel war ihm zuvor entzogen worden, da er die Kampfbörse des WBC-Verbandes nicht bezahlt hatte.
Am 26. August 2017 besiegte er Yoshihiro Kamegai (27-3) beim Kampf um den vakanten WBO-Weltmeistertitel im Halbmittelgewicht einstimmig nach Punkten. Seine erste Titelverteidigung verlor er jedoch am 2. Dezember 2017 nach Punkten gegen Sadam Ali (25-1).